# 阿山町
阿山町（あやまちょう）は、かつて三重県阿山郡に存在した町。
2004年（平成16年）11月1日に上野市、阿山郡伊賀町・島ヶ原村・大山田村、名賀郡青山町と合併して伊賀市になったため消滅した。

## 地理
伊賀盆地北部の丘陵地に位置し、滋賀県境に接する。木津川支流が南流する。茶畑が多い土地である。

## 歴史
- 1954年（昭和29年）12月20日 - 阿拝村・鞆田村が合併して阿山村が発足。
- 1955年（昭和30年）2月1日 - 阿山村が丸柱村の一部（大字丸柱・音羽）が合併し、改めて阿山村が発足。
- 1967年（昭和42年）12月1日 - 阿山村が町制施行して阿山町となる。
- 2004年（平成16年）11月1日 - 上野市・阿山郡伊賀町・島ヶ原村・大山田村・名賀郡青山町と合併して伊賀市が発足。同日阿山町廃止。

## 交通
道の駅あやまがある。

### 鉄道
西日本旅客鉄道（JR西日本）関西本線が通過しているのみで、町域に駅は無い。最寄駅は関西本線佐那具駅。

### バス
伊賀鉄道伊賀線 上野市駅前から三重交通利用。

### 道路

#### 一般国道
- 国道25号
- 国道422号

#### 県道
- 三重県道49号甲南阿山伊賀線
- 三重県道50号伊賀信楽線
- 三重県道132号甲南阿山線
- 三重県道133号伊賀甲南線
- 三重県道673号上友田円徳院線
- 三重県道674号河合丸柱線
- 三重県道775号甲賀阿山線